# Mikroluftfartøj
Et mikroluftfartøj ( også kaldet Micro Air Vehicle eller blot MAV) er en type UAV'er, der er ganske små og som kan være selvstyrende. Moderne MAV'er kan have en størrelse ned til 15 centimeter, men der forskes i udvikling af MAV'er i insektstørrelse. 
De små luftfartøjer kan muliggøre observationer i farlige eller fjendtlige omgivelser, som ikke er mulige at observere med konventionelle køretøjer og/eller større UAV'er. 
Der forskes i udvikling af endnu mindre luftfartøjer, såkaldte Nanoluftfartøjer (Nano Air Vehicle, NAV) med en størrelse ned til 7,5 cm. 